# Takayama Matsuri

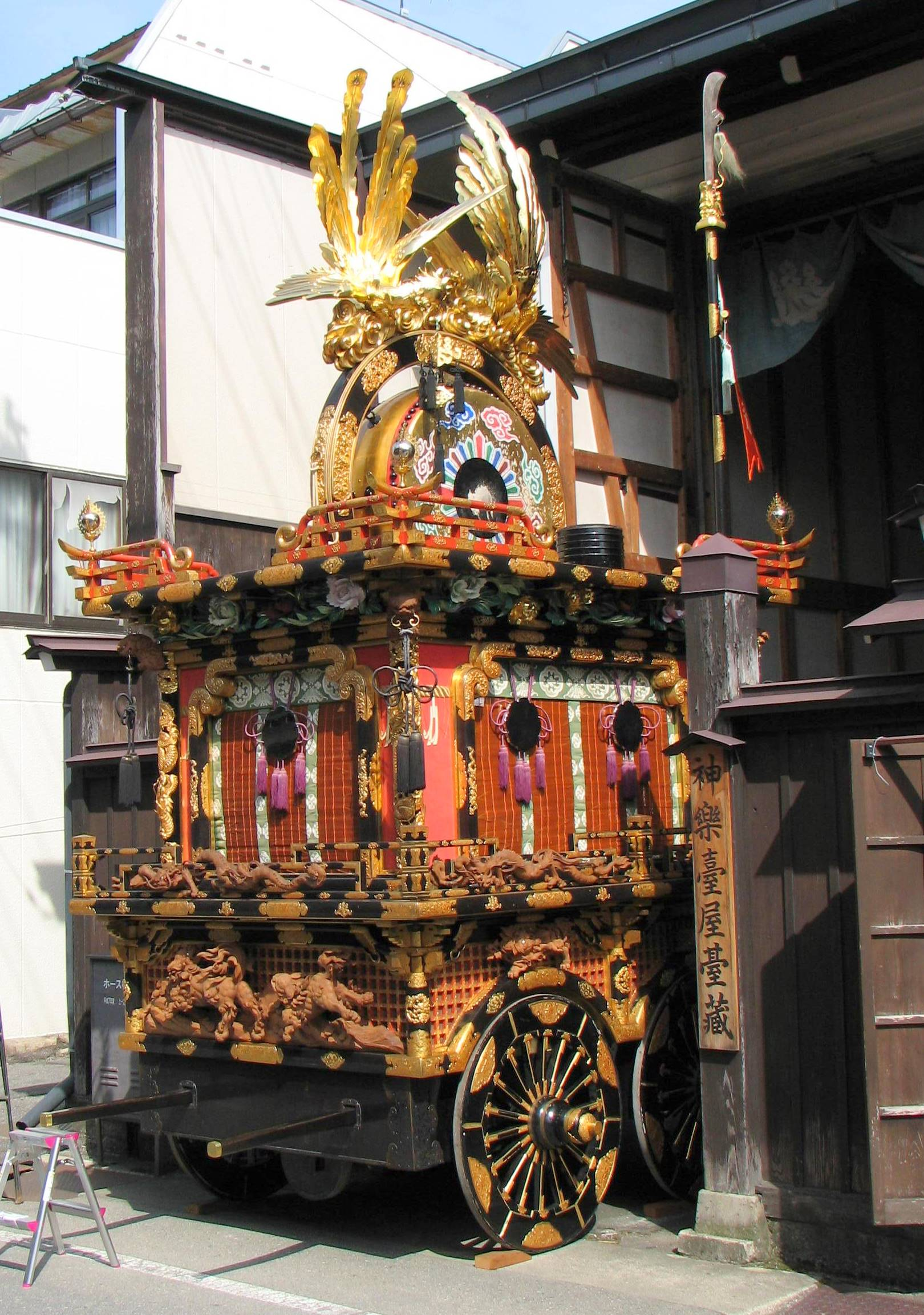
Kagura-tai, uno dei carri del Takayama matsuri

Il Takayama Matsuri (高山祭?) è un festival tradizionale che si svolge nella città di Takayama, in Giappone. È considerato una delle più belle manifestazioni del Giappone, insieme al Gion Matsuri e il Chichibu Matsuri. Risale al XVI - XVII secolo. Le sue origini rimangono incerte ma si ipotizza che sia cominciato durante il periodo del dominio della famiglia Kanamori. 
Il festival ha luogo due volte all'anno: 14 e 15 aprile e 9 e 10 ottobre. Il festival primaverile viene chiamato anche Sanno Festival mentre quello autunnale è chiamato Hachiman Festival.

## Svolgimento
Il festival è famoso per i carri, chiamati Yatai (屋台, やたい), che sfilano per la città in percorsi prestabiliti. Gli Yatai, carri allegorici su ruote, ma anche trasportati in spalla, risalgono al XVII secolo. Il materiale principale è il legno laccato, con parti in metallo sempre intagliate e lavorate finemente. Lo stile decorativo è simile a quello di Kyoto durante il periodo Momoyama unito ad elementi che risalgono al periodo Edo. Inoltre è possibile osservare tutte le laccature, gli intagli lignei e decorazioni metalliche sono perfino eseguite nelle sue parti interne, sotto il tetto e dietro i suoi pannelli. Infine costituiti anche di splendidi drappeggi ricamati. Il risultato è sicuramente altamente decorativo ed allegorico. I carri vengono utilizzati sia di giorno che di sera. Una volta sfilati ed esibiti, vengono allineati e preparati all’imbrunire per la loro luminaria, composta da 100 lampade chōchin, appese in ognuno di essi. Rendendo ancor più spettacolare la maestosità di questi Yatai durante la notte. Ma la maestria non è solo decorativa bensì nel carro Hoteitai (布袋台, ほていたい) è possibile ammirare anche un'interessante performance di marionette azionate meccanicamente da dentro il carro stesso, considerate un asset culturale della città. I carri Yatai sfilano durante i due giorni di festa, per poi essere rimessi nel loro deposito, 4 a ruota degli 11 carri sono però esposti presso il museo Yatai Keikan nel nord di Takayama, nella old town a 15 minuti dalla stazione.

## Le marionette
Le marionette che sono presenti nei carri allegorici, sono fatte di legno, seta, tessuto broccato o ricamato. Vengono portati alla vita da fili e pulegge all’interno dello Yatai. Come per esempio la marionetta meccanica Karakuri che è riconosciuta per la sua straordinarietà sulla scena. Le marionette come tutto il carro Yatai costituisce l’insieme delle abilità locali dei loro creatori. Sempre nel carro Hoteitai vi troviamo tre marionette costituite da 36 fili per permettere movimenti e gesti pari al vero, con la collaborazione di ben 9 maestri di marionette. Questi fili per il movimento delle suddette sono costituiti di parti di Mysticeti (Cetaceo, balena), per cui al giorno d’oggi con il calare delle specie e la loro doverosa protezione la sostituzione di nuove parti sta’ diventando un serio problema. Soprattutto quando nulla sembra esser meglio di questo materiale per lo scopo.

## Yatai in primavera
Con relative vie ed aree di esibizione per ogni Yatai tutte le zone costeggiano il fiume Miyagawa che passa al centro di Takayama in direzione da sud a nord.
Kaguratai - 神楽台 (かぐらたい) - 上一之町下組 (la zona è Kami ichi no machi shimokumi)
Sanbasō - 三番叟 (さんばそう) - 上一之町下組
Kirintai - 麒麟台 (きりんたい) - 上一之町下組
Syakkyōtai - 石橋台 (しゃっきょうたい) - 上二之町上組 (la zona è Kami ni no machi kamigumi)
Godaisan - 五台山 (ごだいさん) - 上二之町上組
Hoōtai - 鳳凰台 (ほうおうたい) - 上二之町上組
Ebisutai - 恵比須台 (えびすたい) - 上三之町上組 (la zona è Kami san no machi kamigumi)
Ryūjintai - 龍神台 (りゅうじんたい) - 上三之町上組
Kongōtai - 崑崗台 (こんごうたい) - 片原町 (la zona è Kata haramachi)
Kinkōtai - 琴高台 (きんこうたい) - 本町1丁目 (Honmachi 1 chome)
Daikokutai - 大国台 (だいこくたい) - 上川原町 (Kamikawaramachi)
Kagurataiai - 青龍台 (せいりゅうたい) - 川原町 (Kawaramachi)

## Yatai in autunno
Con relative vie ed aree di esibizione per ogni Yatai tutte le zone costeggiano il fiume Miyagawa che passa al centro di Takayama in direzione da sud a nord.
Kaguratai - 神楽台 (かぐらたい) - 八幡町・桜町 (Hachimanmachi・Sakuramachi)
Hoteitai - 布袋台 (ほていたい) - 下一之町上組 (Shimoichi no machi kamigumi)
Kinpōtai - 金鳳台 (きんぽうたい) - 下一之町中組 (Shimo ichi no machi nakagumi)
Daihachitai - 大八台 (だいはちたい) - 下一之町下組 (Shimo ichi no machi shimokumi)
Kyūhōsya - 鳩峯車 (きゅうほうしゃ) - 下二之町上組 (Shimo ni no machi kamigumi)
Jinmatai - 神馬台 (じんまたい) - 下二之町中組 (Shimo ni no machi nakagumi)
Sennintai - 仙人台 (せんにんたい) - 下三之町上組 (Shimo san n omachi kamigumi)
Gyōjintai - 行神台 (ぎょうじんたい) - 下三之町中組 (Shimo san no machi nakagumi)
Hōjyutai - 宝珠台 (ほうじゅたい) - 下三之町下組 (Shimo san no machi shimokumi)
Hōmeitai - 豊明台 (ほうめいたい) - 大新町1丁目 (Ōshinmachi 1 chome)
Hoōtai - 鳳凰台 (ほうおうたい) - 大新町1丁目・2丁目・3丁目 (Ōshinmachi 1 chome, 2 chome, 3 chome)